# زیباتر از بهار
زیباتر از بهار کتابی از مصطفی رحماندوست میباشد که در سال ۱۳۶۷ منتشر  و در مراسم کتاب سال جمهوری اسلامی ایران به‌عنوان کتاب برگزیده معرفی شد.